# 和歌山高等商業学校
| 和歌山高等商業学校 （和歌山高商） | 和歌山高等商業学校 （和歌山高商）   |
| --------------------------------- | ----------------------------------- |
| 創立                              | 1922年10月21日                      |
| 所在地                            | 和歌山県海草郡雑賀村 （現和歌山市） |
| 初代校長                          | 岡本一郎                            |
| 廃止                              | 1951年3月                           |
| 後身校                            | 和歌山大学                          |
| 同窓会                            | 柑芦会                              |

和歌山高等商業学校（わかやまこうとうしょうぎょうがっこう）は、かつて和歌山県和歌山市に存在した旧制専門学校。通称は和歌山高商。

## 概要
- 全国で10番目の官立高等商業学校として発足した。修業年限3年。
- 第二次世界大戦中に和歌山経済専門学校（和歌山経専）に改称されると同時に和歌山工業専門学校（和歌山工専）に改組転換、戦後経専に再転換された。
- 現在の和歌山大学経済学部の前身である。
- 卒業生により同窓会「柑芦会」（こうろかい）が組織されている。

## 沿革
- 1922年10月21日 - 設立。
- 1924年9月 - 和歌山高等商業学校学会設立（和歌山大学経済学会の前身）。
- 1925年4月 - 調査部を設置。
- 1926年
  - 1月 - 和歌山高商学会『商学論叢』創刊（1925年3月創刊の『パンフレット』を改題）。
  - 3月 - 第1回卒業式。同窓会結成。
- 1928年2月 - 『商学論叢』を『内外研究』と改題（現在の『経済理論』誌に継承）。
- 1929年 - 和歌山高商同窓会を柑芦会と改称。
- 1930年1月 - 調査部を産業研究部と改称。
- 1933年10月 - 開校10周年記念式典挙行。
- 1934年7月 - 産業研究部から『産業研究』第1輯として「紀州蜜柑」刊行。
- 1944年3月 - 和歌山経済専門学校と改称。同時に工業専門学校に転換（工専は修業年限3年。機械科・電気科を設置）。
- 1945年
  - 7月24日 - 和歌山空襲により校舎の窓ガラス・建具などが破損。
  - 9月 - 転換以前の経専（高商）最後の卒業式。
- 1946年
  - 3月 - 和歌山経専に再転換（復活）。
  - 5月 - 入学試験実施。
  - 9月 - 経専復活第1回入学式挙行。
- 1948年3月 - 和歌山工専の最後の卒業式。廃止（工専は廃止後、和歌山大経済学部産業工学科に継承→同大システム工学部設立）。
- 1949年5月 - 和歌山大学に包括されて和歌山大学和歌山経専と改称。同時に産業研究部は和歌山大学経済研究所と改称。
- 1951年3月 - 経専最後の卒業式。廃止。

## 歴代校長
- 初代：岡本一郎（1922年12月 - 1932年3月）
  - 京都帝国大学書記官より転じる。山口高等商業学校校長への転任により退任。
- 第2代：花田大五郎（1932年4月 - 1944年5月）
  - 大阪商科大学学生主事兼教授より転じる。九州経済専門学校校長への転任により退任。
  - 1944年4月 - ：和歌山工業専門学校・同経済専門学校校長を兼任。
- 第3代：田中重芳（1944年5月 - 1946年5月）
  - 広島工業専門学校教授より転じる。神戸工業専門学校校長への転任により退任。
  - 和歌山工専・同経専校長を兼任。
- 第4代：三橋逢吉（1946年5月 - 1951年3月）
  - 文部省視学官より転じる。和歌山工専校長を兼任（ - 1948年3月）

## 校地の変遷と継承
現在は和歌山市内になっている高松校地（設立時の地名は和歌山県海草郡雑賀村大字関戸）に設立された。戦時期、工専への転換にともない、県立西浜工業学校の校舎が校地として充当された。高松校地には学制改革により発足した和歌山大学の本部が設置され、また同大経済学部のキャンパスとして継承されたが、1986年に他学部とともに同市郊外の栄谷校地に統合移転されたため廃止となった。ここ（和歌山県立図書館の東隣)には現在も和歌山大学松下会館が建っている。

## 関連書籍
- 和歌山大学五十年史編纂委員会『和歌山大学五十年史』和歌山大学、2000年